# Adakhan Madumarov
Adakhan Kimsanbaevich Madumarov (n. Kurshab, Osh, 9 de marzo de 1965) es un empresario y político kirguiso. Es líder del partido opositor Kirguistán Unido, por el que se presentó como candidato en las elecciones presidenciales de Kirguistán de 2011 y 2017, quedando en segundo lugar en la primera y en tercer lugar en la segunda.
Fue elegido diputado del Consejo Supremo de Kirguistán en 1995, 2000 y 2005. Formó parte del partido Ak Jol durante el gobierno de Kurmanbek Bakíev, siendo Presidente del Consejo Supremo de 2007 a 2008. Tras el derrocamiento de Bakíev en 2010, fundó el partido Kirguistán Unido. En las elecciones presidenciales de 2011, quedó en segundo lugar tras Almazbek Atambayev con el 14.78% de los votos. En 2017, de nuevo candidato de su partido, quedó en tercer lugar con un magro 6.57%.